# Daceys vollautomatisches Kindermädchen
Daceys vollautomatisches Kindermädchen (im Original Dacey's Patent Automatic Nanny) ist eine Science-Fiction-Kurzgeschichte des US-amerikanischen Schriftstellers Ted Chiang, zuerst veröffentlicht in der Anthologie The Thackery T. Lambshead Cabinet of Curiosities bearbeitet von Jeff VanderMeer und Ann VanderMeer im Jahr 2011. Die Kurzgeschichte erschien in Originalfassung in der Sammlung Exhalation: Stories im Jahr 2019 sowie als deutsche Übersetzung von Karin Will in der Sammlung Die große Stille, einer kompletten Übersetzung von Exhalation: Stories, herausgegeben vom Golkonda-Verlag im Jahr 2020.

## Handlung
Reginald Dacey behauptet, dass Maschinen sich besser als Kindermädchen eignen als echte Menschen und will diese Hypothese überprüfen. Zunächst steht die Gesellschaft der Idee offen gegenüber und viele Familien kaufen sich automatische Kindermädchen. Nach einer Fehlfunktion und einem daraus resultierenden Mord an einem Kind kehrt sich das Meinungsbild jedoch um. Reginald Dacey beharrt weiterhin auf seiner Behauptung und will diese anhand seines eigenen Kindes beweisen, doch keine Frau will dessen Mutter sein. Schließlich adoptiert sein Sohn ein Kind. Nach vielen Jahren der Erziehung durch ein mechanisches Kindermädchen kann dieses ausschließlich mit Maschinen und nicht mit Menschen richtig umgehen.

## Kritik
Adam Roberts schreibt in The Guardian, dass die Novelette ein kluges Werk des Steampunk sei („is a clever piece of steampunk“).